# Kathedrale Hl. Apostel Peter und Paul (Bosanski Petrovac)

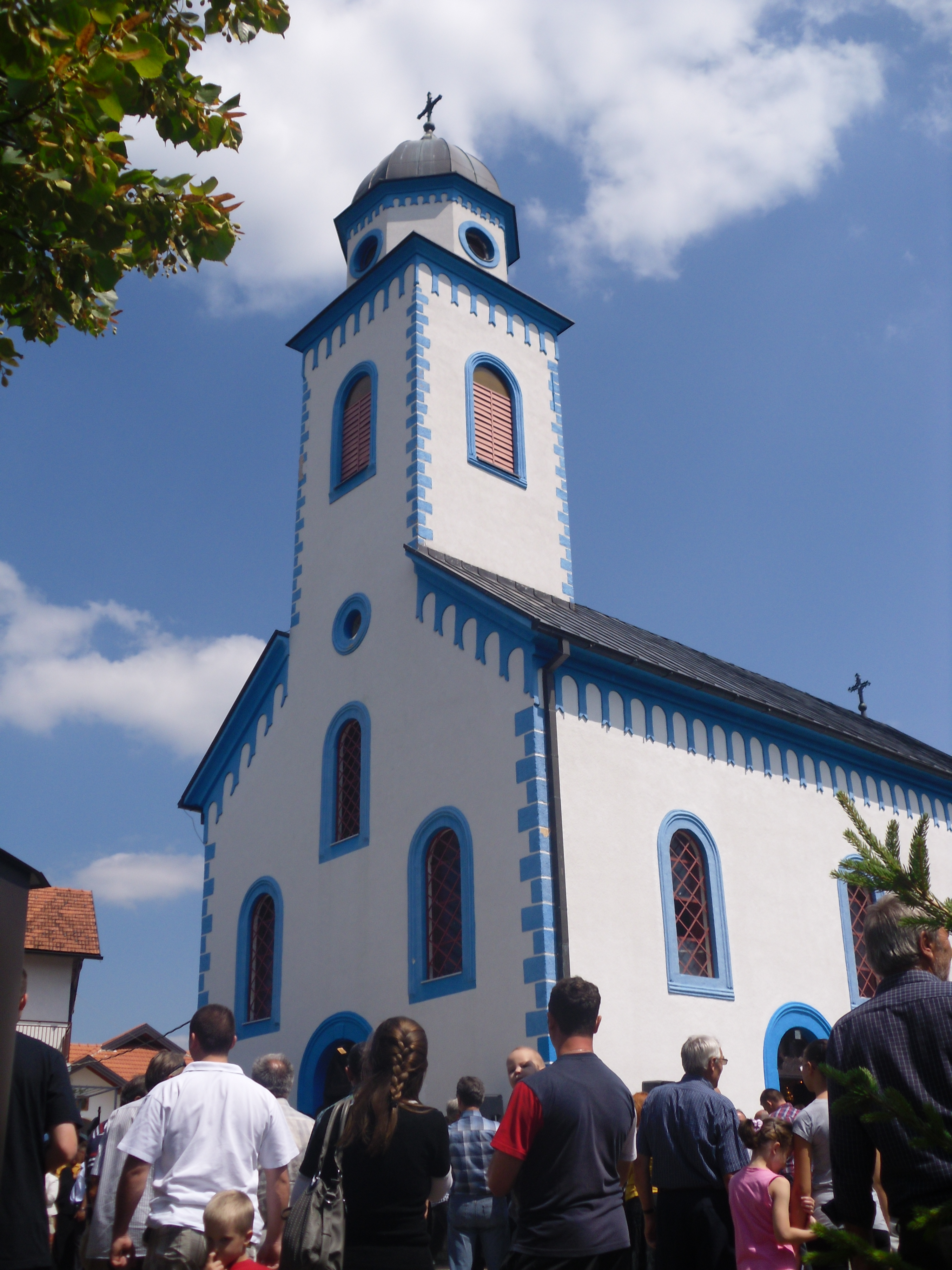
Die Kathedrale Hl. Apostel Peter und Paul in Bosanski Petrovac

Die Kathedrale Hl. Apostel Peter und Paul (serbisch: Саборна црква Светих апостола Петра и Павла, Saborna crkva Svetih apostola Petra i Pavla) in Bosanski Petrovac ist eine serbisch-orthodoxe Kathedrale im westlichen Bosnien und Herzegowina.
Die als Pfarrkirche 1890 erbaute und 1891 geweihte Kathedrale ist den Hl. Aposteln Peter und Paul gewidmet.
Die Kathedralskirche der Eparchie Bihać-Petrovac ist auch der Sitz der Pfarreien Bosanski Petrovac I bis III im Dekanat Bihać-Petrovac der Eparchie Bihać-Petrovac der Serbisch-orthodoxen Kirche.

## Lage

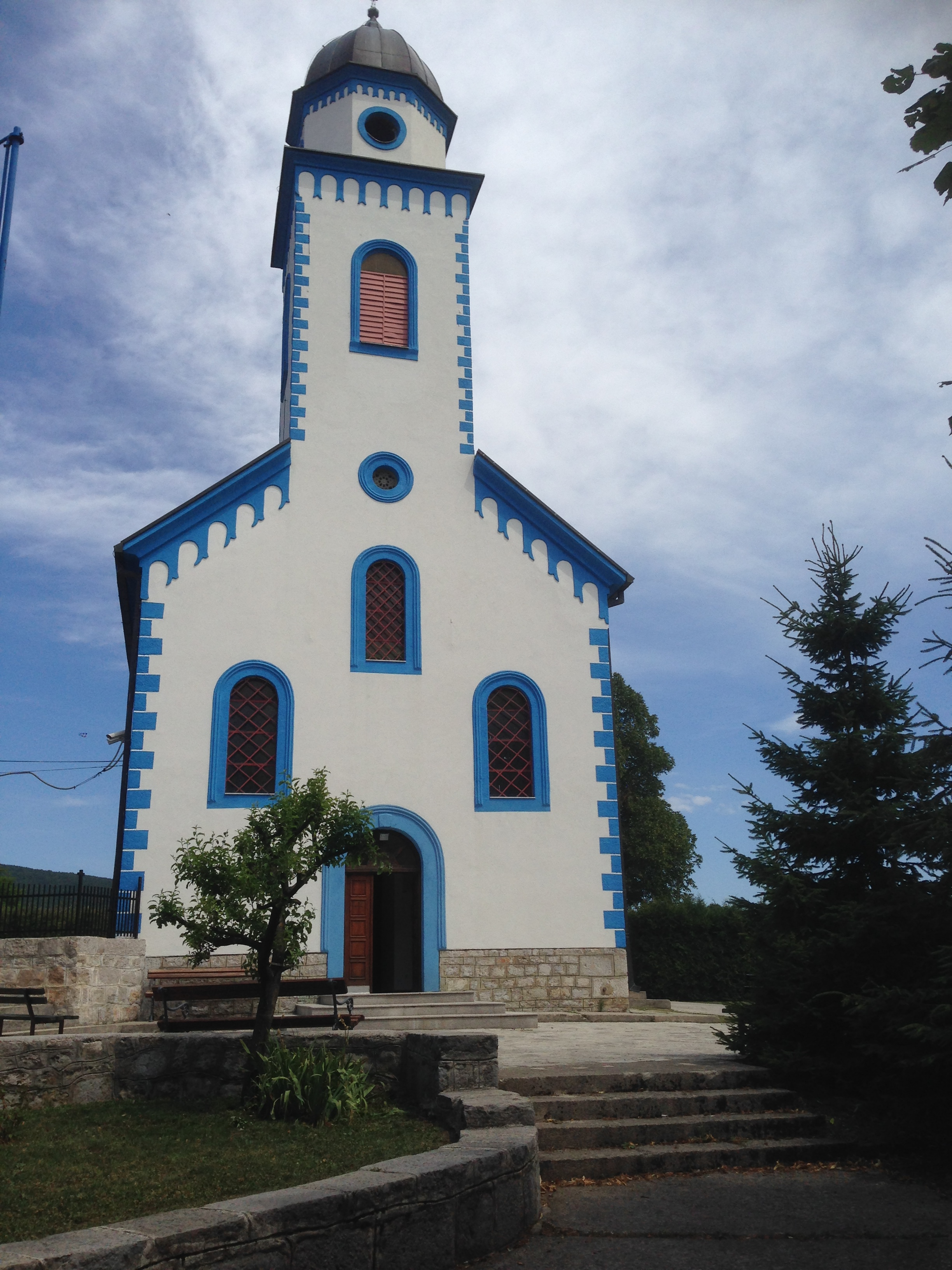
Westansicht der Kathedrale

Die Kathedrale steht im östlicheren Stadtzentrum von Bosanski Petrovac. Neben ihr befinden sich der Serbisch-orthodoxe Friedhof der Stadt und der Bischofspalast.
Die Opština Bosanski Petrovac gehört zum Kanton Una-Sana der Föderation Bosnien und Herzegowina in der Region Bosanska Krajina im nordwestlichen Bosnien.

## Geschichte
Die heutige Kathedrale Hl. Apostel Peter und Paul ist das größte serbisch-orthodoxe Gotteshaus der Stadt, jedoch auch das einzige. Mit dem Bau der damaligen Pfarrkirche wurde 1890 begonnen, im selben Jahr war der Bau abgeschlossen. Sie wurde 1891 vom damaligen Metropoliten der Metropolie Dabrobosnien Georgije Nikolajević geweiht.
Das Gotteshaus wurde 1941, während des Zweiten Weltkriegs, durch die deutsche Wehrmacht schwerst zerstört und entweiht. So ein Schicksal erlebten damals viele Serbisch-orthodoxe Kirchengebäude im ganzen Ex-Jugoslawischen Raum. Nach dem Kriegsende 1945, wurde Bosnien und Herzegowina und damit, die Stadt Bosanski Petrovac, Teilrepublik des sozialistischen Jugoslawien. Die damalige Kirche wurde teilweise 1969/1970 und 1985/1986 renoviert.
Die damalige Kirche gehörte zuerst zur Metropolie Dabrobosnien. Mit dem neu errichten der Eparchie Bihać-Petrovac, im Jahre 1990, wurde die damalige Pfarreikirche zu Bosanski Petrovac, zur Kathedrale der neu gegründeten Eparchie erhoben.
Im Zeitraum von 1991 bis 1994, zur Zeit des damaligen Bischof der Eparchie Hrizostom Jević mitten im Bosnienkrieg, wurde die Kathedrale komplett erneuert. Und am 17. Juli 1994 neu geweiht. 1995 wurde das Gotteshaus von der Armee von Bosnien und Herzegowina schwer beschädigt und entweiht.
Mit einer erneuten teilweisen Renovierung der Kathedrale wurde 2001/2002 begonnen.
Im Jahre 2008, mit der Unterstützung von Serben die in Australien leben, bekam die Kathedrale eine Kopie, einer der wichtigsten Serbisch-orthodoxen Ikonen, der im Kloster Hilandar auf dem Athos befindlichen Gottesmutter-Ikone  Bogorodica Trojeručica.

## Architektur
Die einschiffige Kathedrale mit einer halbrunden Altar-Apsis im Osten und einem Glockenturm im Westen ist einfach gehalten und gehört zur schlichteren Form des Serbisch-byzantinischen Stil mit Elementen der Neuromanik. Der Haupteingang der Kathedrale ist im Westen und es existiert ein kleiner Nebeneingang an der Nordseite.
Sie besitzt, typisch für Orthodoxe Kirchenbauten, eine (steinerne) Ikonostase mitsamt Ikonen.
2004, wurde mit dem Segen des Bischofs Hrizostom Jević, die nördliche und südliche Seite des Kathedraleninnenraumes, vom berühmten akademischen Maler Mihailo Rakita mit byzantinischen Fresken bemalt. 2008 wurde das Äußere der Kathedrale, unter anderem die Fassade komplett erneuert und umgestaltet und die Kirchglocken wurden elektrifiziert. Auffällig sind die blauen Elemente der Außenfassade.